# Луїш Монтенегру
Луїш Філіпе Монтенеґру Кардозу де Морайш Естевеш (порт. Luís Filipe Montenegro Cardoso de Morais Esteves; нар. 16 лютого 1973, Порту), більш відомий як Луїш Монтенеґру (порт. Luís Montenegro) — португальський політик, прем'єр-міністр Португалії з 2 квітня 2024 року та лідер Соціал-демократичної партії з 2022 року. Обирався до Асамблеї Республіки від Авейру у 2002—2018 рр., очолював парламентську групу своєї партії з 2011 року, зазнав поразки від Руя Ріу на виборах президента партії у 2020 році, проте переміг Жоржі Морейра да Сілва у 2022 році, та очолив соціал-демократів.
В 2024 очолив Демократичний альянс, виборчий блок трьох партій: Соціал-демократичної партії, ДСЦ–Народної партії та Народної монархічної партії, разом з яких переміг на позачергових парламенських виборах того ж року, де його блок отримав 80 місць в Асамблеї, та отримав право сформувати та очолити уряд, як лідер найбільшої партії.

## Біографія
Монтенегру народився в Порту і виріс в Ешпіню в окрузі Авейру. Він закінчив юридичний факультет Католицького університету Португалії та отримав ступінь аспіранта з права захисту персональних даних у цьому ж університеті. По закінченню університету став юристом, продовживши справу свого батька та діда.

## Політична кар'єра
Очолював Соціал-демократичну молодь в Ешпіню в 1994—1996 рр. Працював у міській раді в 1997—2001 рр. і балотувався на посаду мера у 2005 році, програвши соціалісту Жозе Моті з результатом 45 % та 38 %.

### Депутатство
У 2002 році Монтенегру був обраний до Асамблеї Республіки від Авейру, обійнявши посаду заступника голови парламентської фракції соціал-демократів Мігеля Маседо у 2010 році, а вже в червні 2011 здобувши 86 % голосів, він очолив фракцію партії, після того, як Педру Пасуш Коелью став прем'єр-міністром.
Перші роки керівництва Монтенегру збіглися з інтервенцією європейської трійки з метою подолання фінансової кризи; у січні 2014 року його критикували за те, що «життя людей не краще, але життя країни набагато краще».
Він пішов у відставку з Асамблеї в лютому 2018 року після поразки Пасуш Коелью, попередивши, що СДП не повинна перетворюватися на «групу друзів Руй Ріу».

### Президент Соціал-демократичної партії

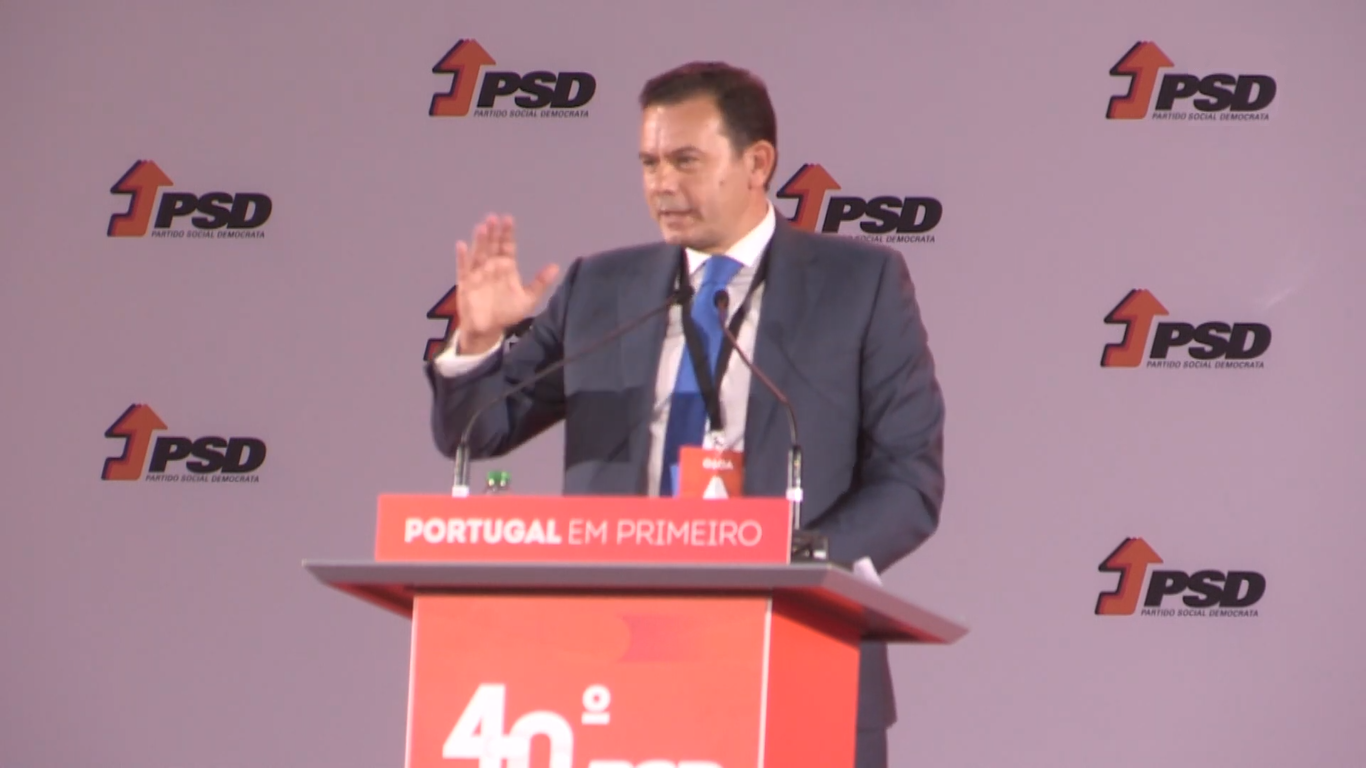
Луїш Монтенегру, новообраний президент PSD, виступає на 40-му національному конгресі партії, 2022 рік

У січні 2020 року Монтенегру був кандидатом на виборах президента Соціал-демократичної партії, кинувши виклик чинному президенту Рую Ріу, де останній переміг в другому турі, здобувши 53,2 % голосів.
Ріу подав у відставку після поганих результатів соціал-демократів на парламентських виборах 2022 року. Монтенегру став першим, хто висунув свою кандидатуру на виборах на посаду очільника партії, де він балотувався проти колишнього міністра навколишнього середовища, просторового планування та енергетики Жоржі Морейра да Сілви. Монтенегру переміг, здобувши 72,47 % голосів, випередивши свого опонента в усіх округах.
Під керівництвом Монтенегру соціал-демократи у січні 2024 року досягли угоди з ДСЦ–НП та НМП про виборчий блок, оскільки вони прагнули підвищити свої шанси на перемогу на парламентських виборах пізніше того ж року. Демократичний альянс здобув найбільше місць на виборах — 80, що було на два мандати більше, аніж у соціалістів.

### Прем'єр-міністр Португалії
20 березня, президент Марселу Ребелу де Соза, після тижня індивідуальних консультацій з представниками усіх парламентських партій, запропонував Монтенегру сформувати уряд. Монтенегру представив уряд 29 березня, склав присягу 2 квітня.

## Політичні позиції
Перед парламентськими виборами 2024 року Монтенегру пообіцяв повну приватизацію TAP Air Portugal.

## Особисте життя
Станом на травень 2022 року він одружений і має двох дітей.
Різноманітні джерела, датовані 2012 роком, включно з вебсайтом перевірки фактів SAPO Polígrafo, Público, Експрессу, Jornal de Negócios і Diário de Notícias, стверджують, що у 2008 році Монтенегру був прийнятий до масонської ложі Моцарта, яка складається з політиків, бізнесменів і шпигунів. У 2019 році Монтенегру заперечив, що є масоном. Під час кампанії на посаду президента Соціал-демократичної партії, тодішній лідер соціал-демократів та опонент Монтенегру Руй Ріу теж звинуватив на Монтенегру у масонстві.

## Скандали
У 2023 році до португальської прокуратури було надіслано анонімну скаргу про те, що Монтенегру отримував та використовував кошти та грошові вигоди, спрямовані на реставрацію старих будівель, щоб повністю знести та переробити історичний будинок в Ешпіню. Згодом було відкрито кримінальне провадження.